# Victor Razafimahatratra
Victor Razafimahatratra (Ambanitsilena-Ranomasina, 8 settembre 1921 – Antananarivo, 6 ottobre 1993) è stato un cardinale e arcivescovo cattolico malgascio.

## Biografia
Papa Paolo VI lo elevò al rango di cardinale nel concistoro del 24 maggio 1976

## Genealogia episcopale e successione apostolica
La genealogia episcopale è:
- Cardinale Scipione Rebiba
- Cardinale Giulio Antonio Santori
- Cardinale Girolamo Bernerio, O.P.
- Arcivescovo Galeazzo Sanvitale
- Cardinale Ludovico Ludovisi
- Cardinale Luigi Caetani
- Cardinale Ulderico Carpegna
- Cardinale Paluzzo Paluzzi Altieri degli Albertoni
- Papa Benedetto XIII
- Papa Benedetto XIV
- Papa Clemente XIII
- Cardinale Giovanni Carlo Boschi
- Cardinale Bartolomeo Pacca
- Papa Gregorio XVI
- Cardinale Castruccio Castracane degli Antelminelli
- Cardinale Paul Cullen
- Arcivescovo Joseph Dixon
- Arcivescovo Daniel McGettigan
- Cardinale Michael Logue
- Cardinale Patrick Joseph O'Donnell
- Vescovo John Gerald Neville, C.S.Sp.
- Vescovo Auguste Julien Pierre Fortineau, C.S.Sp.
- Arcivescovo Xavier Ferdinand Thoyer, S.I.
- Arcivescovo Gilbert Ramanantoanina, S.I.
- Cardinale Victor Razafimahatratra, S.I.

La successione apostolica è:
- Vescovo Ferdinand Botsy, O.F.M.Cap. (1976)
- Vescovo Charles-Remy Rakotonirina, S.I. (1977)
- Cardinale Armand Gaétan Razafindratandra (1978)
- Vescovo Jean-Samuel Raobelina, M.S. (1978)
- Arcivescovo Philibert Randriambololona, S.I. (1988)
- Vescovo Alwin Albert Hafner, M.S.F. (1990)
- Arcivescovo Fulgence Rabeony, S.I. (1990)